# VM i fodbold 2023 (kvinder)
VM i fodbold for kvinder 2023 var det niende VM i fodbold for kvinder, der blev afholdt i Australien og New Zealand. Det var første gang to lande delte værtsskabet for VM i kvindefodbold, samt første gang verdensmesterskabet fandt sted i Oceanien.
Fire lande havde vist interesse for at være værter, nemlig Australien, New Zealand, Colombia og Japan.
Australien havde forsøgt at blive værter for slutrunden i mændenes VM i fodbold 2022. Japan havde oprindeligt tænkt sig at søge om værtsskabet for kvindernes slutrunde i 2019, men eftersom landet også var værter for blandt andet Sommer-OL 2020 valgte de at vente fire år mere; så havde de også mulighed for at bruge de samme stadioner som blev brugt under OL.
I juli 2019 foreslog FIFA-præsident Gianni Infantino en udvidelse af verdensmesterskabet for kvinder fra 24 til 32 hold, muligvis startende med VM i 2023. Han foreslog også at fordoble turneringens præmiepenge. Den 31. juli 2019 besluttede FIFA-rådet enstemmigt at udvide VM-turneringen til 32 hold med otte grupper på fire.

## Overblik over mulige værtsnationer
Følgende lande viste interesse for at være værter:
- Australien / New Zealand
- Colombia
- Japan[4]

Den 25. juni 2020 afholdt FIFA-rådet et møde online om udvælgelse af værtsnation. Afgørelsen blev truffet af 34 af de 37 FIFA-rådsmedlemmer (de tre medlemmer fra Colombia, Japan og New Zealand havde ikke mulighed for stemme, da de var blandt ansøgerne). Afstemningen var oprindeligt planlagt til at foregå hemmeligt (under antagelse af et møde ansigt til ansigt) med resultater, der blev offentliggjort efter afstemningen.
FIFA meddelte 25. juni 2020 på en videokonference, at de to lande Australien og New Zealand var blev tildelt værtsskabet for VM-slutrunden.

## Stadioner
Australien og New Zealand foreslog 13 mulige stadioner i 12 værtsbyer til turneringen, hvor mindst 10 stadioner skal bruges, 5 i hvert land. FIFA afgjorde valget af stadioner 31. marts 2021, herunder at Eden Park i Auckland var vært for åbningskampen og Stadium Australia i Sydney for finalen.

### Australien
| Sydney                                                               | Sydney                  | Brisbane                     | Melbourne                     | Perth                     | Adelaide          |
| -------------------------------------------------------------------- | ----------------------- | ---------------------------- | ----------------------------- | ------------------------- | ----------------- |
| Stadium Australia                                                    | Sydney Football Stadium | Lang Park (Brisbane Stadion) | Melbourne Rectangular Stadium | Perth Rectangular Stadium | Hindmarsh Stadion |
| Kapacitet: 83.500                                                    | Kapacitet: 42.500       | Kapacitet: 52.500            | Kapacitet: 30.050             | Kapacitet: 22.500         | Kapacitet: 16.500 |
|                                                                      |                         |                              |                               |                           |                   |
| PerthMelbourneSydneyAdelaideBrisbane Australiens kandidater til byer |                         |                              |                               |                           |                   |

### New Zealand
| Auckland                                                           | Wellington         | Dunedin           | Hamilton          |
| ------------------------------------------------------------------ | ------------------ | ----------------- | ----------------- |
| Eden Park                                                          | Wellington Stadium | Dunedin Stadium   | Waikato Stadium   |
| Kapacitet: 50.000                                                  | Kapacitet: 34.500  | Kapacitet: 30.748 | Kapacitet: 25.800 |
|                                                                    |                    |                   |                   |
| AucklandDunedinHamiltonWellington New Zealands kandidater til byer |                    |                   |                   |

## Kvalificerede hold
I alt 32 hold havde kvalificeret sig til slutrunden, hvoraf hele otte hold gør deres slutrundedebut. Holdenes FIFA-rangering, fra juni 2023 er markeret i parentes.
| AFC (6 hold) - Australien (10) (medvært) - Kina (14) - Japan (11) - Filippinerne (46) (debut) - Sydkorea (17) - Vietnam (32) (debut) CAF (3 hold) - Marokko (72) (debut) - Nigeria (40) - Sydafrika (54) - Zambia (77) (debut) | CONCACAF (6 hold) - Canada (7) - Costa Rica (36) - Haiti (53) (debut) - Jamaica (43) - Panama (52) (debut) - USA (1) CONMEBOL (3 hold) - Argentina (28) - Brasilien (8) - Colombia (25) OFC (1 hold) - New Zealand (26) (medvært) | UEFA (12 hold) - Danmark (13) - England (4) - Frankrig (5) - Tyskland (2) - Italien (16) - Holland (9) - Norge (12) - Portugal (21) (debut) - Irland (22) (debut) - Spanien (6) - Sverige (3) - Schweiz (20) |

## Lodtrækning
Den endelige lodtrækning fandt sted på Aotea Center i Auckland, New Zealand, den 22. oktober 2022 kl. 19:30 NZDT (UTC+13), forud for færdiggørelsen af kvalifikationen. De tre vindere af interplay-off kampene var ikke kendt på tidspunktet for lodtrækningen.

### Seedning
| Pot 1 | Pot 2                                                                                           | Pot 3 | Pot 4 |
| --- | ----------------------------------------------------------------------------------------------- | --- | --- |
| New Zealand (22) (medvært) Australien (13) (medvært) USA (1) Sverige (2) Tyskland (3) England (4) Frankrig (5) Spanien (6) | Canada (7) Holland (8) Brasilien (9) Japan (11) Norge (12) Italien (14) Kina (15) Sydkorea (17) | Danmark (18) Schweiz (21) Irland (24) Colombia (27) Argentina (29) Vietnam (34) Costa Rica (37) Jamaica (43) | Nigeria (45) Filippinerne (53) Sydafrika (54) Marokko (76) Zambia (81) Portugal – Play-off Gruppe A vindere Haiti – Play-off Gruppe B vindere Panama – Play-off Gruppe C vindere |

## Gruppespil

### Gruppe A
| Pos | Hold             | K | V | U | T | M+ | M- | MF | P | Kvalifikation          |
| --- | ---------------- | - | - | - | - | -- | -- | -- | - | ---------------------- |
| 1   | Schweiz (A)      | 3 | 1 | 2 | 0 | 2  | 0  | +2 | 5 | Avancerer til slutspil |
| 2   | Norge (A)        | 3 | 1 | 1 | 1 | 6  | 1  | +5 | 4 | Avancerer til slutspil |
| 3   | New Zealand (E)  | 3 | 1 | 1 | 1 | 1  | 1  | 0  | 4 |                        |
| 4   | Filippinerne (E) | 3 | 1 | 0 | 2 | 1  | 8  | −7 | 3 |                        |

| 20. juli 2023 19:00 UTC+12 |

| New Zealand   | 1–0     | Norge |
| ------------- | ------- | ----- |
| Wilkinson 48' | Rapport |       |

| Eden Park, Auckland Tilskuere: 42.137 Dommer: Yoshimi Yamashita (Japan) |

| 21. juli 2023 17:00 UTC+12 |

| Filippinerne | 0–2     | Schweiz                              |
| ------------ | ------- | ------------------------------------ |
|              | Rapport | - Bachmann 45' (str.) - Piubel 64' · |

| Forsyth Barr Stadium, Dunedin Tilskuere: 13.711 Dommer: Vincentia Amedome (Togo) |

| 25. juli 2023 17:30 UTC+12 |

| New Zealand | 0–1     | Filippinerne   |
| ----------- | ------- | -------------- |
|             | Rapport | - Bolden 24' · |

| Wellington Regional Stadium, Wellington Tilskuere: 32.357 Dommer: Katia Itzel Garcia (Mexico) |

| 25. juli 2023 20:00 UTC+12 |

| Schweiz | 0–0     | Norge |
| ------- | ------- | ----- |
|         | Rapport |       |

| Waikato Stadium, Hamilton Tilskuere: 10.769 Dommer: Stéphanie Frappart (Frankrig) |

| 30. juli 2023 19:00 UTC+12 |

| Schweiz | 0–0     | New Zealand |
| ------- | ------- | ----------- |
|         | Rapport |             |

| Forsyth Barr Stadium, Dunedin Tilskuere: 25.947 Dommer: Tori Penso (USA) |

| 30. juli 2023 19:00 UTC+12 |

| Norge                                                                                  | 6–0     | Filippinerne |
| -------------------------------------------------------------------------------------- | ------- | ------------ |
| - Román Haug 6', 17', 90+5' - Graham Hansen 31' - Barker 48' (sm.) - Reiten 53' (str.) | Rapport |              |

| Eden Park, Auckland Tilskuere: 34.697 Dommer: Marie-Soleil Beaudoin (Canada) |

### Gruppe B
| Pos | Hold           | K | V | U | T | M+ | M- | MF | P | Kvalifikation          |
| --- | -------------- | - | - | - | - | -- | -- | -- | - | ---------------------- |
| 1   | Australien (A) | 3 | 2 | 0 | 1 | 7  | 3  | +4 | 6 | Avancerer til slutspil |
| 2   | Nigeria (A)    | 3 | 1 | 2 | 0 | 3  | 2  | +1 | 5 | Avancerer til slutspil |
| 3   | Canada (E)     | 3 | 1 | 1 | 1 | 2  | 5  | −3 | 4 |                        |
| 4   | Irland (E)     | 3 | 0 | 1 | 2 | 1  | 3  | −2 | 1 |                        |

| 20. juli 2023 20:00 UTC+10 |

| Australien        | 1–0     | Irland |
| ----------------- | ------- | ------ |
| Catley 52' (str.) | Rapport |        |

| Stadium Australia, Sydney Tilskuere: 75.784 Dommer: Edina Alves Batista (Brasilien) |

| 21. juli 2023 12:30 UTC+10 |

| Nigeria | 0–0     | Canada |
| ------- | ------- | ------ |
|         | Rapport |        |

| Melbourne Rectangular Stadium, Melbourne Tilskuere: 21.410 Dommer: Lina Lehtovaara (Finland) |

| 26. juli 2023 20:00 UTC+8 |

| Canada                            | 2–1     | Irland      |
| --------------------------------- | ------- | ----------- |
| - Connolly 45+5' (sm.) - Leon 53' | Rapport | McCabe 4' · |

| Perth Rectangular Stadium, Perth Tilskuere: 17.065 Dommer: Laura Fortunato (Argentina) |

| 27. juli 2023 20:00 UTC+10 |

| Australien                          | 2–3     | Nigeria                                  |
| ----------------------------------- | ------- | ---------------------------------------- |
| - Van Egmond 45+1' - Kennedy 90+10' | Rapport | - Kanu 45+6' - Ohale 65' - Oshoala 72' · |

| Lang Park, Brisbane Tilskuere: 49.156 Dommer: Esther Staubli (Schweiz) |

| 31. juli 2023 20:00 UTC+10 |

| Canada | 0–4     | Australien                                          |
| ------ | ------- | --------------------------------------------------- |
|        | Rapport | - Raso 9', 39' - Fowler 58' - Catley 90+4' (str.) · |

| Melbourne Rectangular Stadium, Melbourne Tilskuere: 27,706 Dommer: Stéphanie Frappart (Frankrig) |

| 31. juli 2023 20:00 UTC+10 |

| Irland | 0–0     | Nigeria |
| ------ | ------- | ------- |
|        | Rapport |         |

| Lang Park, Brisbane Tilskuere: 24.884 Dommer: Katia García (Mexico) |

### Gruppe C
| Pos | Hold           | K | V | U | T | M+ | M- | MF  | P | Kvalifikation          |
| --- | -------------- | - | - | - | - | -- | -- | --- | - | ---------------------- |
| 1   | Japan (A)      | 3 | 3 | 0 | 0 | 11 | 0  | +11 | 9 | Avancerer til slutspil |
| 2   | Spanien (A)    | 3 | 2 | 0 | 1 | 8  | 4  | +4  | 6 | Avancerer til slutspil |
| 3   | Zambia (E)     | 3 | 1 | 0 | 2 | 3  | 11 | −8  | 3 |                        |
| 4   | Costa Rica (E) | 3 | 0 | 0 | 3 | 1  | 8  | −7  | 0 |                        |

| 21. juli 2023 19:30 UTC+12 |

| Spanien                                            | 3–0     | Costa Rica |
| -------------------------------------------------- | ------- | ---------- |
| - Del Campo 21' (sm.) - Bonmatí 23' - González 27' | Rapport |            |

| Wellington Regional Stadium, Wellington Tilskuere: 22.966 Dommer: Casey Reibelt (Australien) |

| 22. juli 2023 19:00 UTC+12 |

| Zambia | 0–5     | Japan                                                                  |
| ------ | ------- | ---------------------------------------------------------------------- |
|        | Rapport | - Miyazawa 43', 62' - Mi. Tanaka 55' - Endō 71' - Ueki 90+11' (str.) · |

| Waikato Stadium, Hamilton Tilskuere: 16.111 Dommer: Tess Olofsson (Sverige) |

| 26. juli 2023 17:00 UTC+12 |

| Japan                      | 2–0     | Costa Rica |
| -------------------------- | ------- | ---------- |
| - Naomoto 25' - Fujino 27' | Rapport |            |

| Forsyth Barr Stadium, Dunedin Tilskuere: 6.992 Dommer: Maria Sole Ferrieri Caputi (Italien) |

| 26. juli 2023 19:30 UTC+12 |

| Spanien                                              | 5–0     | Zambia |
| ---------------------------------------------------- | ------- | ------ |
| - Abelleira 9' - Hermoso 13', 70' - Redondo 69', 85' | Rapport |        |

| Eden Park, Auckland Tilskuere: 20.983 Dommer: Oh Hyeon-jeong (Sydkorea) |

| 31. juli 2023 19:00 UTC+12 |

| Japan                                           | 4–0     | Spanien |
| ----------------------------------------------- | ------- | ------- |
| - Miyazawa 12', 40' - Ueki 29' - Mi. Tanaka 82' | Rapport |         |

| Wellington Regional Stadium, Wellington Tilskuere: 20.957 Dommer: Ekaterina Koroleva (USA) |

| 31. juli 2023 19:00 UTC+12 |

| Costa Rica  | 1–3     | Zambia                                                  |
| ----------- | ------- | ------------------------------------------------------- |
| Herrera 47' | Rapport | - Mweemba 3' - B. Banda 31' (str.) - Kundananji 90+3' · |

| Waikato Stadium, Hamilton Tilskuere: 8.117 Dommer: Bouchra Karboubi (Marokko) |

### Gruppe D
| Pos | Hold        | K | V | U | T | M+ | M- | MF | P | Kvalifikation          |
| --- | ----------- | - | - | - | - | -- | -- | -- | - | ---------------------- |
| 1   | England (A) | 3 | 3 | 0 | 0 | 8  | 1  | +7 | 9 | Avancerer til slutspil |
| 2   | Danmark (A) | 3 | 2 | 0 | 1 | 3  | 1  | +2 | 6 | Avancerer til slutspil |
| 3   | Kina (E)    | 3 | 1 | 0 | 2 | 2  | 7  | −5 | 3 |                        |
| 4   | Haiti (E)   | 3 | 0 | 0 | 3 | 0  | 4  | −4 | 0 |                        |

1. 1 2  Head to Head: Denmark – China 1–0.

| 22. juli 2023 19:30 UTC+10 |

| England            | 1–0     | Haiti |
| ------------------ | ------- | ----- |
| Stanway 29' (str.) | Rapport |       |

| Lang Park, Brisbane Tilskuere: 44.369 Dommer: Emikar Calderas Barrera (Venezuela) |

| 22. juli 2023 20:00 UTC+8 |

| Danmark        | 1–0     | Kina |
| -------------- | ------- | ---- |
| Vangsgaard 90' | Rapport |      |

| Perth Rectangular Stadium, Perth Tilskuere: 16.989 Dommer: Marie-Soleil Beaudoin (Canada) |

| 28. juli 2023 18:30 UTC+10 |

| England  | 1–0     | Danmark |
| -------- | ------- | ------- |
| James 6' | Rapport |         |

| Sydney Football Stadium, Sydney Tilskuere: 40,439 Dommer: Tess Olofsson (Sverige) |

| 28. juli 2023 20:30 UTC+9:30 |

| Kina                   | 1–0     | Haiti |
| ---------------------- | ------- | ----- |
| Wang Shuang 74' (str.) | Rapport |       |

| Hindmarsh Stadium, Adelaide Tilskuere: 12,675 Dommer: Marta Huerta de Aza (Spanien) |

| 1. august 2023 20:30 UTC+9:30 |

| Kina                   | 1–6     | England                                                         |
| ---------------------- | ------- | --------------------------------------------------------------- |
| Wang Shuang 57' (str.) | Rapport | - Russo 4' - Hemp 26' - James 41', 65' - Kelly 77' - Daly 84' · |

| Hindmarsh Stadium, Adelaide Tilskuere: 13.497 Dommer: Casey Reibelt (Australien) |

| 1. august 2023 19:00 UTC+8 |

| Haiti | 0–2     | Danmark                                    |
| ----- | ------- | ------------------------------------------ |
|       | Rapport | - Harder 21' (str.) - Troelsgaard 90+10' · |

| Perth Rectangular Stadium, Perth Tilskuere: 17.897 Dommer: Oh Hyeon-jeong (Sydkorea) |

### Gruppe E
| Pos | Hold         | K | V | U | T | M+ | M- | MF  | P | Kvalifikation          |
| --- | ------------ | - | - | - | - | -- | -- | --- | - | ---------------------- |
| 1   | Holland (A)  | 3 | 2 | 1 | 0 | 9  | 1  | +8  | 7 | Avancerer til slutspil |
| 2   | USA (A)      | 3 | 1 | 2 | 0 | 4  | 1  | +3  | 5 | Avancerer til slutspil |
| 3   | Portugal (E) | 3 | 1 | 1 | 1 | 2  | 1  | +1  | 4 |                        |
| 4   | Vietnam (E)  | 2 | 0 | 0 | 2 | 0  | 12 | −12 | 0 |                        |

| 22. juli 2023 13:00 UTC+12 |

| USA                            | 3–0     | Vietnam |
| ------------------------------ | ------- | ------- |
| - Smith 14', 45+7' - Horan 77' | Rapport |         |

| Eden Park, Auckland Tilskuere: 41.107 Dommer: Bouchra Karboubi (Marokko) |

| 23. juli 2023 19:30 UTC+12 |

| Holland           | 1–0     | Portugal |
| ----------------- | ------- | -------- |
| Van der Gragt 13' | Rapport |          |

| Forsyth Barr Stadium, Dunedin Tilskuere: 11.991 Dommer: Kateryna Monzul (Ukraine) |

| 27. juli 2023 13:00 UTC+12 |

| USA       | 1–1     | Holland     |
| --------- | ------- | ----------- |
| Horan 62' | Rapport | Roord 17' · |

| Wellington Regional Stadium, Wellington Tilskuere: 27.312 Dommer: Yoshimi Yamashita (Japan) |

| 27. juli 2023 19:30 UTC+12 |

| Portugal                       | 2–0     | Vietnam |
| ------------------------------ | ------- | ------- |
| - Encarnação 7' - Nazareth 21' | Rapport |         |

| Waikato Stadium, Hamilton Tilskuere: 6.645 Dommer: Salima Mukansanga (Rwanda) |

| 1. august 2023 19:00 UTC+12 |

| Portugal | 0–0     | USA |
| -------- | ------- | --- |
|          | Rapport |     |

| Eden Park, Auckland Tilskuere: 40.958 Dommer: Rebecca Welch (England) |

| 1. august 2023 19:00 UTC+12 |

| Vietnam | 0–7     | Holland                                                                           |
| ------- | ------- | --------------------------------------------------------------------------------- |
|         | Rapport | - Martens 8' - Snoeijs 11' - Brugts 18', 57' - Roord 23', 83' - Van de Donk 45' · |

| Forsyth Barr Stadium, Dunedin Tilskuere: 8.215 Dommer: Ivana Martinčić (Kroatien) |

### Gruppe F
| Pos | Hold      | K | V | U | T | M+ | M- | MF | P | Kvalifikation          |
| --- | --------- | - | - | - | - | -- | -- | -- | - | ---------------------- |
| 1   | Frankrig  | 3 | 2 | 1 | 0 | 8  | 4  | +4 | 7 | Avancerer til slutspil |
| 2   | Jamaica   | 3 | 1 | 2 | 0 | 1  | 0  | +1 | 5 | Avancerer til slutspil |
| 3   | Brasilien | 3 | 1 | 1 | 1 | 5  | 2  | +3 | 4 |                        |
| 4   | Panama    | 3 | 0 | 0 | 3 | 3  | 11 | −8 | 0 |                        |

| 23. juli 2023 20:00 UTC+10 |

| Frankrig | 0–0     | Jamaica |
| -------- | ------- | ------- |
|          | Rapport |         |

| Sydney Football Stadium, Sydney Tilskuere: 39.045 Dommer: María Carvajal (Chile) |

| 24. juli 2023 20:30 UTC+9:30 |

| Brasilien                                      | 4–0     | Panama |
| ---------------------------------------------- | ------- | ------ |
| - Ary Borges 19', 39', 70' - Bia Zaneratto 48' | Rapport |        |

| Hindmarsh Stadium, Adelaide Tilskuere: 13.142 Dommer: Cheryl Foster (Wales) |

| 29. juli 2023 20:00 UTC+10 |

| Frankrig                     | 2–1     | Brasilien     |
| ---------------------------- | ------- | ------------- |
| - Le Sommer 17' - Renard 83' | Rapport | Debinha 58' · |

| Lang Park, Brisbane Tilskuere: 49.378 Dommer: Kate Jacewicz (Australien) |

| 29. juli 2023 20:30 UTC+8 |

| Panama | 0–1     | Jamaica        |
| ------ | ------- | -------------- |
|        | Rapport | A. Swaby 56' · |

| Perth Rectangular Stadium, Perth Tilskuere: 15.987 Dommer: Kateryna Monzul (Ukraine) |

| 2. august 2023 20:00 UTC+10 |

| Panama                                       | 3–6     | Frankrig                                                                            |
| -------------------------------------------- | ------- | ----------------------------------------------------------------------------------- |
| - Cox 2' - Pinzón 64' (str.) - L. Cedeño 87' | Rapport | - Lakrar 21' - Diani 28', 37' (str.), 52' (str.) - Le Garrec 45+5' - Bècho 90+10' · |

| Sydney Football Stadium, Sydney Tilskuere: 40.498 Dommer: Laura Fortunato (Argentina) |

| 2. august 2023 20:00 UTC+10 |

| Jamaica | 0–0     | Brasilien |
| ------- | ------- | --------- |
|         | Rapport |           |

| Melbourne Rectangular Stadium, Melbourne Tilskuere: 27.638 Dommer: Esther Staubli (Schweiz) |

### Gruppe G
| Pos | Hold      | K | V | U | T | M+ | M- | MF | P | Kvalifikation          |
| --- | --------- | - | - | - | - | -- | -- | -- | - | ---------------------- |
| 1   | Sverige   | 3 | 3 | 0 | 0 | 9  | 1  | +8 | 9 | Avancerer til slutspil |
| 2   | Sydafrika | 3 | 1 | 1 | 1 | 6  | 6  | 0  | 4 | Avancerer til slutspil |
| 3   | Italien   | 3 | 1 | 0 | 2 | 3  | 8  | −5 | 3 |                        |
| 4   | Argentina | 3 | 0 | 1 | 2 | 2  | 5  | −3 | 1 |                        |

| 23. juli 2023 17:00 UTC+12 |

| Sverige                    | 2–1     | Sydafrika    |
| -------------------------- | ------- | ------------ |
| - Rolfö 65' - Ilestedt 90' | Rapport | Magaia 48' · |

| Wellington Regional Stadium, Wellington Tilskuere: 18.317 Dommer: Ekaterina Koroleva (USA) |

| 24. juli 2023 18:00 UTC+12 |

| Italien     | 1–0     | Argentina |
| ----------- | ------- | --------- |
| Girelli 87' | Rapport |           |

| Eden Park, Auckland Tilskuere: 30.889 Dommer: Melissa Borjas (Honduras) |

| 28. juli 2023 12:00 UTC+12 |

| Argentina               | 2–2     | Sydafrika                       |
| ----------------------- | ------- | ------------------------------- |
| - Braun 74' - Núñez 79' | Rapport | - Motlhalo 30' - Kgatlana 66' · |

| Forsyth Barr Stadium, Dunedin Tilskuere: 8.834 Dommer: Anna-Marie Keighley (New Zealand) |

| 29. juli 2023 19:30 UTC+12 |

| Sverige                                                                | 5–0     | Italien |
| ---------------------------------------------------------------------- | ------- | ------- |
| - Ilestedt 39', 50' - Rolfö 44' - Blackstenius 45+1' - Blomqvist 90+5' | Rapport |         |

| Wellington Regional Stadium, Wellington Tilskuere: 29.143 Dommer: Cheryl Foster (Wales) |

| 2. august 2023 19:00 UTC+12 |

| Argentina | 0–2     | Sverige                                  |
| --------- | ------- | ---------------------------------------- |
|           | Rapport | - Blomqvist 66' - Rubensson 90' (str.) · |

| Waikato Stadium, Hamilton Tilskuere: 17.907 Dommer: Salima Mukansanga (Rwanda) |

| 2. august 2023 19:00 UTC+12 |

| Sydafrika                                      | 3–2     | Italien                  |
| ---------------------------------------------- | ------- | ------------------------ |
| - Orsi 32' (sm.) - Magaia 67' - Kgatlana 90+2' | Rapport | Caruso 11' (str.), 74' · |

| Wellington Regional Stadium, Wellington Tilskuere: 14.967 Dommer: María Carvajal (Chile) |

### Gruppe H
| Pos | Hold     | K | V | U | T | M+ | M- | MF | P | Kvalifikation          |
| --- | -------- | - | - | - | - | -- | -- | -- | - | ---------------------- |
| 1   | Colombia | 3 | 2 | 0 | 1 | 4  | 2  | +2 | 6 | Avancerer til slutspil |
| 2   | Marokko  | 3 | 2 | 0 | 1 | 2  | 6  | −4 | 6 | Avancerer til slutspil |
| 3   | Tyskland | 3 | 1 | 1 | 1 | 8  | 3  | +5 | 4 |                        |
| 4   | Sydkorea | 3 | 0 | 1 | 2 | 1  | 4  | −3 | 1 |                        |

| 24. juli 2023 18:30 UTC+10 |

| Tyskland                                                                              | 6–0     | Marokko |
| ------------------------------------------------------------------------------------- | ------- | ------- |
| - Popp 11', 39' - Bühl 46' - Aït El Haj 54' (sm.) - Redouani 79' (sm.) - Schüller 90' | Rapport |         |

| Melbourne Rectangular Stadium, Melbourne Tilskuere: 27.256 Dommer: Tori Penso (USA) |

| 25. juli 2023 12:00 UTC+10 |

| Colombia                        | 2–0     | Sydkorea |
| ------------------------------- | ------- | -------- |
| - Usme 30' (str.) - Caicedo 39' | Rapport |          |

| Sydney Football Stadium, Sydney Tilskuere: 24.323 Dommer: Rebecca Welch (England) |

| 30. juli 2023 14:00 UTC+9:30 |

| Sydkorea | 0–1     | Marokko     |
| -------- | ------- | ----------- |
|          | Rapport | Jraïdi 6' · |

| Hindmarsh Stadium, Adelaide Tilskuere: 12.886 Dommer: Edina Alves Batista (Brasilien) |

| 30. juli 2023 19:30 UTC+10 |

| Tyskland        | 1–2     | Colombia                        |
| --------------- | ------- | ------------------------------- |
| Popp 89' (str.) | Rapport | - Caicedo 52' - Vanegas 90+7' · |

| Sydney Football Stadium, Sydney Tilskuere: 40.499 Dommer: Melissa Borjas (Honduras) |

| 3. august 2023 20:00 UTC+10 |

| Sydkorea       | 1–1     | Tyskland   |
| -------------- | ------- | ---------- |
| Cho So-hyun 6' | Rapport | Popp 42' · |

| Lang Park, Brisbane Tilskuere: 38.945 Dommer: Anna-Marie Keighley (New Zealand) |

| 3. august 2023 18:00 UTC+8 |

| Marokko       | 1–0     | Colombia |
| ------------- | ------- | -------- |
| Lahmari 45+4' | Rapport |          |

| Perth Rectangular Stadium, Perth Tilskuere: 17.342 Dommer: Maria Sole Ferrieri Caputi (Italien) |

## Slutspillet

### Oversigt
|  | Ottendedelsfinaler             | Ottendedelsfinaler              |                                 |       | Kvartfinaler | Kvartfinaler |                       |                       | Semifinaler | Semifinaler |  |  | Finaler | Finaler |
|  |                                |                                 |                                 |       |              |              |                       |                       |             |             |  |  |         |         |
|  | 5. august – Auckland           |                                 |                                 |       |              |              |                       |                       |             |             |  |  |         |         |
|  |                                |                                 |                                 |       |              |              |                       |                       |             |             |  |  |         |         |
|  | Schweiz                        | 1                               |                                 |       |              |              |                       |                       |             |             |  |  |         |         |
|  | Schweiz                        | 1                               | 11. august – Wellington         |       |              |              |                       |                       |             |             |  |  |         |         |
|  | Spanien                        | 5                               |                                 |       |              |              |                       |                       |             |             |  |  |         |         |
|  | Spanien                        | 5                               | Spanien                         | 2     |              |              |                       |                       |             |             |  |  |         |         |
|  | 6. august – Sydney (Football)  |                                 | Spanien                         | 2     |              |              |                       |                       |             |             |  |  |         |         |
|  |                                | Holland                         | 1                               |       |              |              |                       |                       |             |             |  |  |         |         |
|  | Holland                        | Holland                         | 1                               | 2     |              |              |                       |                       |             |             |  |  |         |         |
|  | Holland                        |                                 | 15. august – Auckland           | 2     |              |              |                       |                       |             |             |  |  |         |         |
|  | Sydafrika                      | 0                               |                                 |       |              |              |                       |                       |             |             |  |  |         |         |
|  | Sydafrika                      | 0                               | Spanien                         | 2     |              |              |                       |                       |             |             |  |  |         |         |
|  | 5. august – Wellington         |                                 | Spanien                         | 2     |              |              |                       |                       |             |             |  |  |         |         |
|  |                                | Sverige                         | 1                               |       |              |              |                       |                       |             |             |  |  |         |         |
|  | Japan                          | Sverige                         | 1                               | 3     |              |              |                       |                       |             |             |  |  |         |         |
|  | Japan                          | 11. august – Auckland           |                                 | 3     |              |              |                       |                       |             |             |  |  |         |         |
|  | Norge                          | 1                               |                                 |       |              |              |                       |                       |             |             |  |  |         |         |
|  | Norge                          | 1                               | Japan                           | 1     |              |              |                       |                       |             |             |  |  |         |         |
|  | 6. august – Melbourne          |                                 | Japan                           | 1     |              |              |                       |                       |             |             |  |  |         |         |
|  |                                | Sverige                         | 2                               |       |              |              |                       |                       |             |             |  |  |         |         |
|  | Sverige                        | Sverige                         | 2                               | 0 (5) |              |              |                       |                       |             |             |  |  |         |         |
|  | Sverige                        |                                 | 20. august – Sydney (Australia) | 0 (5) |              |              |                       |                       |             |             |  |  |         |         |
|  | USA                            | 0 (4)                           |                                 |       |              |              |                       |                       |             |             |  |  |         |         |
|  | USA                            | 0 (4)                           | Spanien                         | 1     |              |              |                       |                       |             |             |  |  |         |         |
|  | 7. august – Sydney (Australia) |                                 | Spanien                         | 1     |              |              |                       |                       |             |             |  |  |         |         |
|  |                                | England                         | 0                               |       |              |              |                       |                       |             |             |  |  |         |         |
|  | Australien                     | England                         | 0                               | 2     |              |              |                       |                       |             |             |  |  |         |         |
|  | Australien                     | 12. august – Brisbane           |                                 | 2     |              |              |                       |                       |             |             |  |  |         |         |
|  | Danmark                        | 0                               |                                 |       |              |              |                       |                       |             |             |  |  |         |         |
|  | Danmark                        | 0                               | Australien                      | 0 (7) |              |              |                       |                       |             |             |  |  |         |         |
|  | 8. august – Adelaide           |                                 | Australien                      | 0 (7) |              |              |                       |                       |             |             |  |  |         |         |
|  |                                | Frankrig                        | 0 (6)                           |       |              |              |                       |                       |             |             |  |  |         |         |
|  | Frankrig                       | Frankrig                        | 0 (6)                           | 4     |              |              |                       |                       |             |             |  |  |         |         |
|  | Frankrig                       |                                 | 16. august – Sydney (Australia) | 4     |              |              |                       |                       |             |             |  |  |         |         |
|  | Marokko                        | 0                               |                                 |       |              |              |                       |                       |             |             |  |  |         |         |
|  | Marokko                        | 0                               | Australien                      | 1     |              |              |                       |                       |             |             |  |  |         |         |
|  | 7. august – Brisbane           |                                 | Australien                      | 1     |              |              |                       |                       |             |             |  |  |         |         |
|  |                                | England                         | 3                               |       | Bronzekamp   | Bronzekamp   |                       |                       |             |             |  |  |         |         |
|  | England                        | England                         | 3                               | 0 (4) | Bronzekamp   | Bronzekamp   |                       |                       |             |             |  |  |         |         |
|  | England                        | 12. august – Sydney (Australia) | 12. august – Sydney (Australia) | 0 (4) |              |              | 19. august – Brisbane | 19. august – Brisbane |             |             |  |  |         |         |
|  | Nigeria                        | 12. august – Sydney (Australia) | 12. august – Sydney (Australia) | 0 (2) |              |              | 19. august – Brisbane | 19. august – Brisbane |             |             |  |  |         |         |
|  | Nigeria                        | England                         | 2                               | 0 (2) | Sverige      | 2            |                       |                       |             |             |  |  |         |         |
|  | 8. august – Melbourne          | England                         | 2                               |       | Sverige      | 2            |                       |                       |             |             |  |  |         |         |
|  |                                | Colombia                        | 1                               |       | Australien   | 0            |                       |                       |             |             |  |  |         |         |
|  | Colombia                       | Colombia                        | 1                               | 1     | Australien   | 0            |                       |                       |             |             |  |  |         |         |
|  | Colombia                       |                                 |                                 | 1     |              |              |                       |                       |             |             |  |  |         |         |
|  | Jamaica                        | 0                               |                                 |       |              |              |                       |                       |             |             |  |  |         |         |
|  | Jamaica                        | 0                               |                                 |       |              |              |                       |                       |             |             |  |  |         |         |

### Ottendedelsfinaler
| 5. august 2023 17:00 UTC+12 |

| Schweiz          | 1–5     | Spanien                                                      |
| ---------------- | ------- | ------------------------------------------------------------ |
| Codina 11' (sm.) | Rapport | - Bonmatí 5', 36' - Redondo 17' - Codina 45' - Hermoso 70' · |

| Eden Park, Auckland Tilskuere: 43,217 Dommer: Cheryl Foster (Wales) |

| 5. august 2023 20:00 UTC+12 |

| Japan                                          | 3–1     | Norge        |
| ---------------------------------------------- | ------- | ------------ |
| - Engen 15' (sm.) - Shimizu 50' - Miyazawa 81' | Rapport | Reiten 20' · |

| Wellington Regional Stadium, Wellington Tilskuere: 33,042 Dommer: Edina Alves Batista (Brazil) |

| 6. august 2023 12:00 UTC+10 |

| Holland                      | 2–0     | Sydafrika |
| ---------------------------- | ------- | --------- |
| - Roord 9' - Beerensteyn 68' | Rapport |           |

| Sydney Football Stadium, Sydney Tilskuere: 40,233 Dommer: Yoshimi Yamashita (Japan) |

| 6. august 2023 19:00 UTC+10 |

| Sverige                                                                | 0–0                      | USA                                                            |
| ---------------------------------------------------------------------- | ------------------------ | -------------------------------------------------------------- |
|                                                                        | Rapport                  |                                                                |
|                                                                        | Straffesparkskonkurrence |                                                                |
| - Rolfö - Rubensson - Björn - Blomqvist - Bennison - Eriksson - Hurtig | 5–4                      | - Sullivan - Horan - Mewis - Rapinoe - Smith - Naeher - O'Hara |

| Melbourne Rectangular Stadium, Melbourne Tilskuere: 27,706 Dommer: Stéphanie Frappart (Frankrig) |

| 7. august 2023 17:30 UTC+10 |

| England                                        | 0–0                      | Nigeria                                   |
| ---------------------------------------------- | ------------------------ | ----------------------------------------- |
|                                                | Rapport                  |                                           |
|                                                | Straffesparkskonkurrence |                                           |
| - Stanway - England - Daly - Greenwood - Kelly | 4–2                      | - Oparanozie - Alozie - Ajibade - Ucheibe |

| Lang Park, Brisbane Tilskuere: 49,461 Dommer: Melissa Borjas (Honduras) |

| 7. august 2023 20:30 UTC+10 |

| Australien             | 2–0     | Danmark |
| ---------------------- | ------- | ------- |
| - Foord 29' - Raso 70' | Rapport |         |

| Stadium Australia, Sydney Tilskuere: 75.784 Dommer: Rebecca Welch (England) |

| 8. august 2023 18:00 UTC+10 |

| Colombia          | 1–0     | Jamaica |
| ----------------- | ------- | ------- |
| Catalina Usme 51' | Rapport |         |

| Melbourne Rectangular Stadium, Melbourne Tilskuere: 27.706 Dommer: Kate Jacewicz |

| 8. august 2023 20:30 UTC+9:30 |

| Frankrig                                      | 4–0     | Marokko |
| --------------------------------------------- | ------- | ------- |
| Diani 15' Dali 20' Eugénie Le Sommer 23', 70' | Rapport |         |

| Hindmarsh Stadium, Adelaide Tilskuere: 13.557 Dommer: Tori Penso (USA) |

### Kvartfinaler
| 11. august 2023 13:00 UTC+12 |

| Spanien                                  | 2–1     | Holland               |
| ---------------------------------------- | ------- | --------------------- |
| - Caldentey 81' (str.) - Paralluelo 111' | Rapport | Van der Gragt 90+1' · |

| Wellington Regional Stadium, Wellington Tilskuere: 32,021 Dommer: Stéphanie Frappart (France) |

| 11. august 2023 19:30 UTC+12 |

| Japan       | 1–2     | Sverige                                 |
| ----------- | ------- | --------------------------------------- |
| Hayashi 87' | Rapport | - Ilestedt 32' - Angeldahl 51' (str.) · |

| Eden Park, Auckland Tilskuere: 43,217 Dommer: Esther Staubli (Schweiz) |

| 12. august 2023 17:00 UTC+10 |

| Australien                                                                           | 0–0                      | Frankrig                                                                                     |
| ------------------------------------------------------------------------------------ | ------------------------ | -------------------------------------------------------------------------------------------- |
|                                                                                      | Rapport                  |                                                                                              |
|                                                                                      | Straffesparkskonkurrence |                                                                                              |
| - Foord - Catley - Kerr - Fowler - Arnold - Gorry - Yallop - Carpenter - Hunt - Vine | 7–6                      | - Bacha - Diani - Renard - Le Sommer - Périsset - Geyoro - Karchaoui - Lakrar - Dali - Bècho |

| Lang Park, Brisbane Tilskuere: 49.461 Dommer: María Carvajal (Chile) |

| 12. august 2023 20:30 UTC+10 |

| England                  | 2-1     | Colombia     |
| ------------------------ | ------- | ------------ |
| - Hemp 45+7' - Russo 63' | Rapport | Santos 44' · |

| Stadium Australia, Sydney Tilskuere: 75.784 Dommer: Ekaterina Koroleva (USA) |

### Semifinaler
| 15. august 2023 20:00 UTC+12 |

| Spanien                        | 2-1     | Sverige         |
| ------------------------------ | ------- | --------------- |
| - Paralluelo 81' - Carmona 89' | Rapport | Blomqvist 88' · |

| Eden Park, Auckland Tilskuere: 43,217 Dommer: Edina Alves Batista (Brazil) |

| 16. august 2023 20:00 UTC+10 |

| Australien | 1-3     | England |
| ---------- | ------- | ------- |
|            | Rapport |         |

| Stadium Australia, Sydney |

### Tredjeplads play-off
| 19. august 2023 18:00 UTC+10 |

| Sverige                          | 2–0     | Australien |
| -------------------------------- | ------- | ---------- |
| - Rolfö 30' (str.) - Asllani 62' | Rapport |            |

| Lang Park, Brisbane Tilskuere: 49,461 Dommer: Cheryl Foster (Wales) |

### Finalen
| 20. august 2023 20:00 UTC+10 |

| Spanien     | 1-0     | England |
| ----------- | ------- | ------- |
| Carmona 29' | Rapport |         |

| Stadium Australia, Sydney Tilskuere: 75,784 Dommer: Tori Penso (United States) |

## Statistik

### Målscorere
Der blev scoret 164 mål  i 64 kampe, i gennemsnit 2.56 mål pr. kamp.
5 mål
- Hinata Miyazawa

4 mål
- Kadidiatou Diani
- Alexandra Popp
- Jill Roord
- Amanda Ilestedt

3 mål
- Hayley Raso
- Ary Borges
- Lauren Hemp
- Lauren James
- Alessia Russo
- Eugénie Le Sommer
- Sophie Román Haug
- Aitana Bonmatí
- Jennifer Hermoso
- Alba Redondo
- Rebecka Blomqvist
- Fridolina Rolfö

2 mål
- Steph Catley
- Wang Shuang
- Linda Caicedo
- Catalina Usme
- Arianna Caruso
- Mina Tanaka
- Riko Ueki
- Esmee Brugts
- Stefanie van der Gragt
- Guro Reiten
- Thembi Kgatlana
- Hildah Magaia
- Olga Carmona
- Salma Paralluelo
- Lindsey Horan
- Sophia Smith

1 mål
- Sophia Braun
- Romina Núñez
- Emily van Egmond
- Caitlin Foord
- Mary Fowler
- Alanna Kennedy
- Sam Kerr
- Bia Zaneratto
- Debinha
- Adriana Leon
- Leicy Santos
- Manuela Vanegas
- Melissa Herrera
- Pernille Harder
- Sanne Troelsgaard Nielsen
- Amalie Vangsgaard
- Rachel Daly
- Chloe Kelly
- Georgia Stanway
- Ella Toone
- Vicki Bècho
- Kenza Dali
- Maëlle Lakrar
- Léa Le Garrec
- Wendie Renard
- Klara Bühl
- Lea Schüller
- Cristiana Girelli
- Allyson Swaby
- Jun Endō
- Aoba Fujino
- Honoka Hayashi
- Hikaru Naomoto
- Risa Shimizu
- Ibtissam Jraïdi
- Anissa Lahmari
- Lineth Beerensteyn
- Daniëlle van de Donk
- Lieke Martens
- Katja Snoeijs
- Hannah Wilkinson
- Uchenna Kanu
- Osinachi Ohale
- Asisat Oshoala
- Caroline Graham Hansen
- Lineth Cedeño
- Marta Cox
- Yomira Pinzón
- Sarina Bolden
- Telma Encarnação
- Kika Nazareth
- Katie McCabe
- Linda Motlhalo
- Cho So-hyun
- Teresa Abelleira
- Mariona Caldentey
- Laia Codina
- Esther González
- Filippa Angeldahl
- Kosovare Asllani
- Stina Blackstenius
- Elin Rubensson
- Ramona Bachmann
- Seraina Piubel
- Barbra Banda
- Racheal Kundananji
- Lushomo Mweemba

1 selvmål
- Valeria del Campo (mod Spanien)
- Benedetta Orsi (mod Sydafrika)
- Hanane Aït El Haj (mod Tyskland)
- Zineb Redouani (mod Tyskland)
- Ingrid Syrstad Engen (mod Japan)
- Alicia Barker (mod Norge)
- Megan Connolly (mod Canada)
- Laia Codina (mod Schweiz)

### Assists
3 assist
- Lauren James
- Kadidiatou Diani
- Mina Tanaka

2 assist
- Caitlin Foord
- Selma Bacha
- Jun Endō
- Aoba Fujino
- Lieke Martens
- Victoria Pelova
- Vilde Bøe Risa
- Thembi Kgatlana
- Aitana Bonmatí
- Jennifer Hermoso
- Eva Navarro
- Alba Redondo
- Jonna Andersson
- Sofia Jakobsson

1 assist
- Yamila Rodríguez
- Kyra Cooney-Cross
- MMary Fowler
- Katrina Gorry
- Emily van Egmond
- Ary Borges
- Debinha
- Geyse
- Sophie Schmidt
- Linda Caicedo
- Jorelyn Carabalí
- Ana María Guzmán
- Leicy Santos
- Valeria del Campo
- Mille Gejl
- Pernille Harder
- Millie Bright
- Lucy Bronze
- Jess Carter
- Laura Coombs
- Rachel Daly
- Alex Greenwood
- Lauren Hemp
- Vicki Bècho
- Sakina Karchaoui
- Klara Bühl
- Kathrin Hendrich
- Svenja Huth
- Lisa Boattin
- Cristiana Girelli
- Trudi Carter
- Yui Hasegawa
- Hinata Miyazawa
- Miyabi Moriya
- Riko Ueki
- Lee Young-ju
- Hanane Aït El Haj
- Sakina Ouzraoui Diki
- Daniëlle van de Donk
- Stefanie van der Gragt
- Dominique Janssen
- Sherida Spitse
- Jacqui Hand
- Thea Bjelde
- Guro Reiten
- Sara Eggesvik
- Lúcia Alves
- Telma Encarnação
- Hildah Magaia
- Jermaine Seoposenwe
- Teresa Abelleira
- Ona Batlle
- Mariona Caldentey
- Alexia Putellas
- Kosovare Asllani
- Stina Blackstenius
- Lina Hurtig
- Johanna Rytting Kaneryd
- Rose Lavelle
- Alex Morgan
- Sophia Smith
- Barbra Banda

### Rangering
| Pos | Hold         | K | V | U | T | M+ | M- | MF  | P  | Endeligt resultat               |
| --- | ------------ | - | - | - | - | -- | -- | --- | -- | ------------------------------- |
| 1   | Spanien      | 4 | 3 | 0 | 1 | 13 | 5  | +8  | 9  | Vindere                         |
| 2   | England      | 4 | 3 | 1 | 0 | 8  | 1  | +7  | 10 | Sølvmedaljevindere              |
| 3   | Sverige      | 5 | 4 | 1 | 0 | 11 | 2  | +9  | 13 | Bronzemedaljevindere            |
| 4   | Australien   | 5 | 3 | 1 | 1 | 9  | 3  | +6  | 10 | Fjerdeplads                     |
|     |              |   |   |   |   |    |    |     |    |                                 |
| 5   | Japan        | 5 | 4 | 0 | 1 | 15 | 3  | +12 | 12 | Elimineret i Kvartfinalerne     |
| 6   | Frankrig     | 5 | 3 | 2 | 0 | 12 | 4  | +8  | 11 | Elimineret i Kvartfinalerne     |
| 7   | Holland      | 5 | 3 | 1 | 1 | 12 | 3  | +9  | 10 | Elimineret i Kvartfinalerne     |
| 8   | Colombia     | 5 | 3 | 0 | 2 | 6  | 4  | +2  | 9  | Elimineret i Kvartfinalerne     |
|     |              |   |   |   |   |    |    |     |    |                                 |
| 9   | USA          | 4 | 1 | 3 | 0 | 4  | 1  | +3  | 6  | Elimineret i Ottendedelsfinaler |
| 10  | Nigeria      | 4 | 1 | 3 | 0 | 3  | 2  | +1  | 6  | Elimineret i Ottendedelsfinaler |
| 11  | Danmark      | 4 | 2 | 0 | 2 | 3  | 3  | 0   | 6  | Elimineret i Ottendedelsfinaler |
| 12  | Marokko      | 4 | 2 | 0 | 2 | 2  | 10 | −8  | 6  | Elimineret i Ottendedelsfinaler |
| 13  | Jamaica      | 4 | 1 | 2 | 1 | 1  | 1  | 0   | 5  | Elimineret i Ottendedelsfinaler |
| 14  | Schweiz      | 4 | 1 | 2 | 1 | 3  | 5  | −2  | 5  | Elimineret i Ottendedelsfinaler |
| 15  | Norge        | 4 | 1 | 1 | 2 | 7  | 4  | +3  | 4  | Elimineret i Ottendedelsfinaler |
| 16  | Sydafrika    | 4 | 1 | 1 | 2 | 6  | 8  | −2  | 4  | Elimineret i Ottendedelsfinaler |
|     |              |   |   |   |   |    |    |     |    |                                 |
| 17  | Tyskland     | 3 | 1 | 1 | 1 | 8  | 3  | +5  | 4  | Elimineret i Gruppespillet      |
| 18  | Brasilien    | 3 | 1 | 1 | 1 | 5  | 2  | +3  | 4  | Elimineret i Gruppespillet      |
| 19  | Portugal     | 3 | 1 | 1 | 1 | 2  | 1  | +1  | 4  | Elimineret i Gruppespillet      |
| 20  | New Zealand  | 3 | 1 | 1 | 1 | 1  | 1  | 0   | 4  | Elimineret i Gruppespillet      |
| 21  | Canada       | 3 | 1 | 1 | 1 | 2  | 5  | −3  | 4  | Elimineret i Gruppespillet      |
| 22  | Italien      | 3 | 1 | 0 | 2 | 3  | 8  | −5  | 3  | Elimineret i Gruppespillet      |
| 23  | Kina         | 3 | 1 | 0 | 2 | 2  | 7  | −5  | 3  | Elimineret i Gruppespillet      |
| 24  | Filippinerne | 3 | 1 | 0 | 2 | 1  | 8  | −7  | 3  | Elimineret i Gruppespillet      |
| 25  | Zambia       | 3 | 1 | 0 | 2 | 3  | 11 | −8  | 3  | Elimineret i Gruppespillet      |
| 26  | Irland       | 3 | 0 | 1 | 2 | 1  | 3  | −2  | 1  | Elimineret i Gruppespillet      |
| 27  | Argentina    | 3 | 0 | 1 | 2 | 2  | 5  | −3  | 1  | Elimineret i Gruppespillet      |
| 28  | Sydkorea     | 3 | 0 | 1 | 2 | 1  | 4  | −3  | 1  | Elimineret i Gruppespillet      |
| 29  | Haiti        | 3 | 0 | 0 | 3 | 0  | 4  | −4  | 0  | Elimineret i Gruppespillet      |
| 30  | Costa Rica   | 3 | 0 | 0 | 3 | 1  | 8  | −7  | 0  | Elimineret i Gruppespillet      |
| 31  | Panama       | 3 | 0 | 0 | 3 | 3  | 11 | −8  | 0  | Elimineret i Gruppespillet      |
| 32  | Vietnam      | 3 | 0 | 0 | 3 | 0  | 12 | −12 | 0  | Elimineret i Gruppespillet      |